# Mülheimer Dramatikerpreis
 
Le Mülheimer Dramatikerpreis ("prix de dramaturgie de Mülheim"), est un prix de théâtre attribué lors du festival Stücke (de) se déroulant à Mülheim, en Allemagne. Le prix est fondé en 1976.

## Histoire
Le prix est décerné par un jury de professionnels du théâtre, de critiques et de dramaturges qui regardent une courte liste de productions pendant le festival Stücke (de) et où les productions ne sont pas la pièce entière mais une partie de la pièce, souvent le premier acte. La liste restreinte est choisie par un jury parmi les pièces qui ont été jouées pour la première fois en Allemagne au cours de la saison précédente. 
Le gagnant reçoit un prix en espèces de 15 000 €.

## Lauréats
- 1976 : Franz Xaver Kroetz – Das Nest
- 1977 : Gerlind Reinshagen – Sonntagskinder
- 1978 : Martin Sperr – Die Spitzeder
- 1979 : Heiner Müller – Germania – Tod in Berlin
- 1980 : Ernst Jandl – Aus der Fremde
- 1981 : Peter Greiner – Kiez
- 1982 : Botho Strauß – Kalldewey, Farce
- 1983 : George Tabori – Jubiläum
- 1984 : Lukas B. Suter – Schrebers Garten
- 1985 : Klaus Pohl (de) – Das alte Land
- 1986 : Herbert Achternbusch – Gust
- 1987 : Volker Ludwig – Linie 1
- 1988 : Rainald Goetz – Krieg
- 1989 : Tankred Dorst – Korbes
- 1990 : George Tabori – Weisman und Rotgesicht
- 1991 : Georg Seidel – Villa Jugend
- 1992 : Werner Schwab – Volksvernichtung oder Meine Leber ist sinnlos
- 1993 : Rainald Goetz – Katarakt
- 1994 : Herbert Achternbusch – Der Stiefel und sein Socken
- 1995 : Einar Schleef – Totentrompeten
- 1996 : Werner Buhss – Bevor wir Greise wurden
- 1997 : Urs Widmer – Top Dogs
- 1998 : Dea Loher – Adam Geist
- 1999 : Oliver Bukowski – Gäste (Tragödie)
- 2000 : Rainald Goetz – Jeff Koons
- 2001 : René Pollesch – world wide web-slums
- 2002 : Elfriede Jelinek – Macht nichts
- 2003 : Fritz Kater – Zeit zu lieben Zeit zu sterben
- 2004 : Elfriede Jelinek – Das Werk
- 2005 : Lukas Bärfuss – Der Bus (Das Zeug einer Heiligen)
- 2006 : René Pollesch – Cappuccetto Rosso
- 2007 : Helgard Haug / Daniel Wetzel (Rimini Protokoll) – Karl Marx: Das Kapital, Erster Band
- 2008 : Dea Loher – Das letzte Feuer[3]
- 2009 : Elfriede Jelinek – Rechnitz (Der Würgeengel)
- 2010 : Roland Schimmelpfennig – Der goldene Drache, dans la production du Burgtheater de Vienne
- 2011 : Elfriede Jelinek – Winterreise
- 2012 : Peter Handke – Storm Still (Immer noch Sturm)
- 2013 : Katja Brunner – von den beinen zu kurz
- 2014 : Wolfram Höll – Und dann
- 2015 : Ewald Palmetshofer – die unverheiratete
- 2016 : Wolfram Höll – Drei sind wir
- 2017 : Anne Lepper – Mädchen in Not
- 2018 : Thomas Köck – paradies spielen (abendland. ein abgesang)
- 2019 : Thomas Köck – atlas[4]
- 2020 : le festival est annulé pour cause de la pandémie de Covid-19
- 2021 : Ewelina Benbenek – Tragödienbastard[5],[6]